# Orinisobates expressus
Orinisobates expressus är en mångfotingart som först beskrevs av Chamberlin 1941.  Orinisobates expressus ingår i släktet Orinisobates och familjen tråddubbelfotingar. Inga underarter finns listade i Catalogue of Life.